# Les Glénans
Pour les articles homonymes, voir Glénan (homonymie).
Notes
Reconnue d'utilité publique par décret du 18 juin 1974 (J.O. du 28 juin 1974)  |  Agréée par le Ministère de la Santé, de la Jeunesse et des Sports (No 75.SVF.05.02)  |  Agrément « Entreprise solidaire d'utilité sociale » (ESUS) délivré par la Direction régionale de l'économie, de l'emploi, du travail et des solidarités (DIRECCTE)  |   Agrément « Service Civique » délivré par l'Agence du service civique  |  Organisateur d'accueils collectifs de mineurs agréé par la Direction départementale d'Ile de France de la cohésion sociale  |  Prestataire de formation professionnelle agréé la Direction régionale du travail, de l'emploi et de la formation professionnelle.
Les Glénans est une école française de voile, créée en 1947 par un couple d'anciens résistants, Hélène et Philippe Viannay, dans l'archipel des Glénan, sur la côte sud du Finistère. C'est une association loi de 1901, reconnue d'utilité publique depuis 1974.
C'est en 2019 la plus importante école de voile d'Europe : chaque année, environ 14 000 stagiaires et 860 moniteurs (dont 800 bénévoles) participent à plus de 110 000 journées de voile, sous la supervision de 70 salariés permanents (renforcés par 30 salariés supplémentaires en saison). Depuis sa création, l'école a formé plus de 450 000 stagiaires. Elle offre des stages dans tous les domaines de la voile : le dériveur, le catamaran, la planche à voile, le kitesurf et surtout la croisière, côtière et hauturière, qui constitue 70 % de l'activité.
L'orthographe Glénans  est réservée à l'école de voile, qui a déposé la marque en 1957 auprès de l'Institut national de la propriété industrielle dans une série de catégories se rapportant à l'activité de l'association. Le nom de l'archipel des Glénan, quant à lui, s'écrit toujours sans « s ».

## Histoire

### Après-guerre
L’association a été fondée afin de permettre à d'anciens résistants de réapprendre la vie civile. 
Les premiers stages, qui ne concernent pas seulement la voile, ont lieu en 1947 sur l'île du Loc'h, dans l'archipel des Glénan, puis sont transférés sur Penfret. Philippe Viannay écrit, dans son autobiographie :

« L'année 1949 fut une année de transition. La famille Bolloré n'avait pas souhaité nous garder sur le Loch. J'en ai su depuis les vraies raisons par Gwenaël Bolloré ; il m'était proche parce que, sous l'Occupation, il avait rejoint à seize ans l'Angleterre en canot pour s'engager dans les commandos et qu'il partageait avec nous l'amour de l'archipel. Une grand-mère avait été choquée que nous rassemblions sur la même île garçons et filles. Pour la Bretagne en tout cas nous étions en ce domaine des précurseurs et la grand-mère ne fut pas la seule personne scandalisée ; surtout quand les croisières commencèrent et qu'il fut évident que les équipages étaient mixtes. »

Soumise aux contraintes de la vie sur les îles, l'activité de l'association s'est rapidement centrée sur la voile, les premiers moniteurs apprenant au contact des pêcheurs. Hélène Viannay raconte :

« Et voilà qu'au début du mois d'août 1948 survint une très forte tempête : l'île fut isolée pendant trois jours, les stagiaires avaient épuisé les vivres, l'émeute menaçait. Des « meneurs » s'étaient révélés, qui vinrent se plaindre à Paris ; ils se retrouvèrent au conseil d'administration. « Tu as des idées, viens nous aider! » avait dit Philippe… et ce fut le véritable début de l'école de voile des Glénans.
La méthode des Glénans était née et perdure à ce jour ; il fallait s'appuyer sur ceux qui révélaient pendant leur stage des qualités d'initiative, d'audace, de générosité, de caractère, bon ou mauvais : ce furent les premiers moniteurs bénévoles. On leur fit confiance, en leur donnant de vraies responsabilités, et ce sont eux qui inventèrent organisation et enseignement, modifiés certes au fil des ans, mais toujours fondés sur le bénévolat. »

### Une rapide croissance
Grâce au bénévolat, le développement est rapide : à une époque où la réglementation est peu développée, les responsables confient en effet volontiers des responsabilités à d'anciens stagiaires. Un stagiaire doué peut ainsi devenir moniteur, voire responsable d'une île.

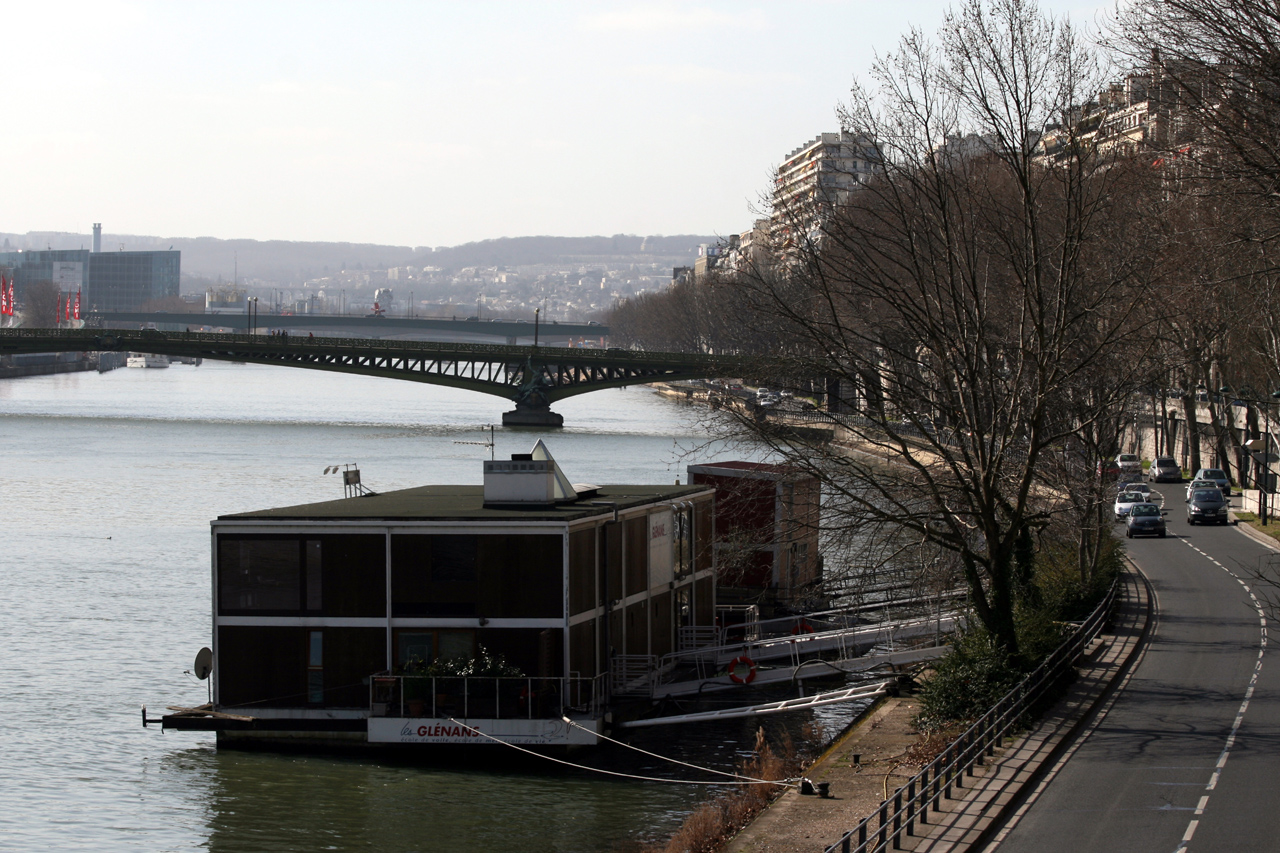
Ponton des Glénans amarré au quai Louis-Blériot à Paris

En janvier 1955, une grande crue de la Seine inonde la région parisienne ; les Glénans assistent les Ponts-et-Chaussées dans les opérations de secours. En remerciement, ils obtiennent l'autorisation d'installer leur siège social à bord d'un ponton sur la Seine.
Durant les années 1960, sous la direction d'Hélène Viannay, les Glénans diversifient leurs implantations, structurent leur cursus de formation et publient le Cours de navigation des Glénans, considéré par beaucoup comme la « bible » du nautisme.
Afin de trouver des supports pour son enseignement, l'association participe à la conception de voiliers d'enseignement. Les premiers bateaux, conçus par Jean-Jacques Herbulot ou Philippe Harlé sont vite devenus des classiques : Vaurien (1952), Caravelle (1953), Corsaire (1954), Mousquetaire, Cavale (1966), et plus tard Galiote (1971), Nautile (1971, conçus par Jean-Marie Finot), Glénans 5,7 (1989), Glénans 33 (1994).

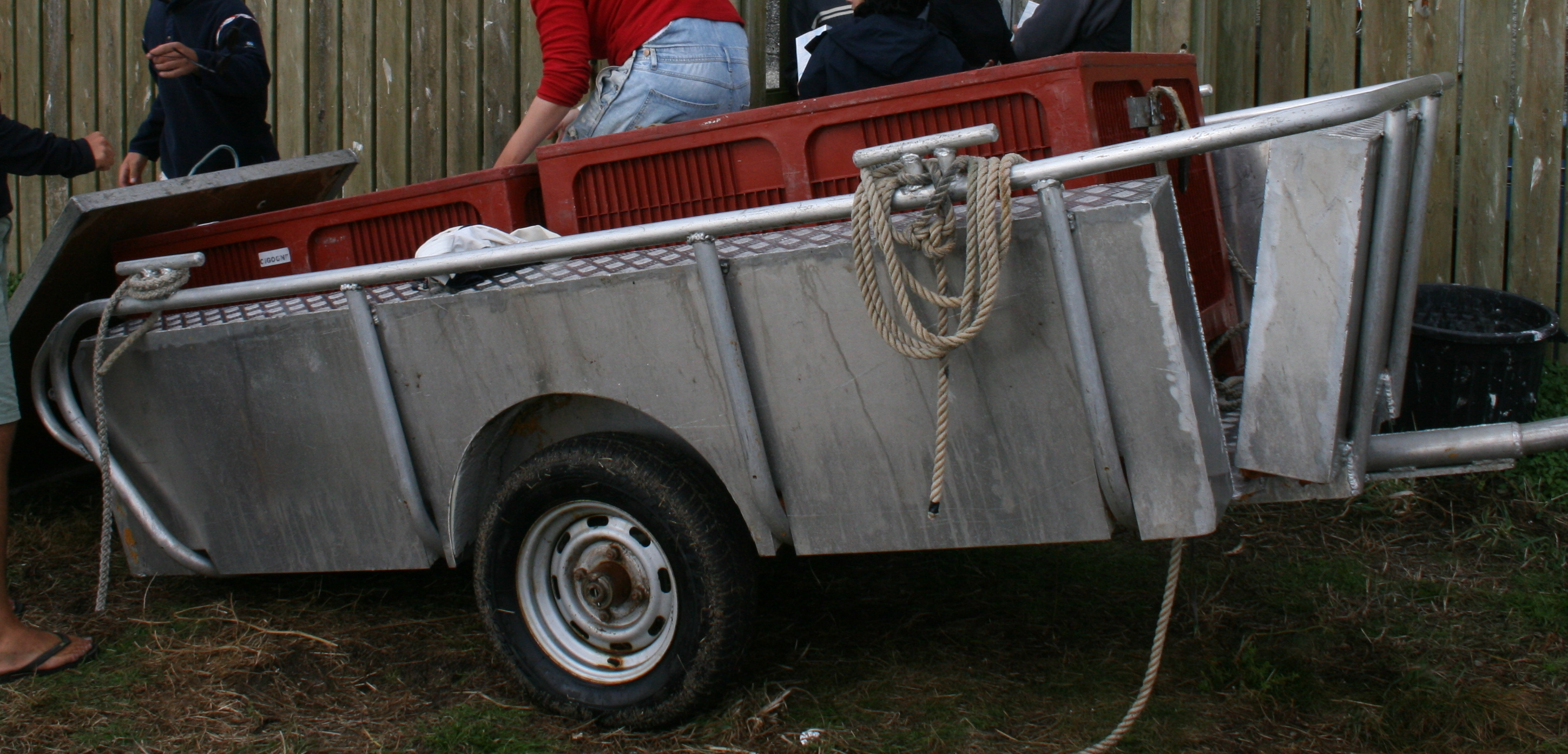
Une "cadillac" sur l'île de Cigogne

L'association invente aussi des solutions techniques pour faciliter l'organisation des stages sur les îles, qui une fois adoptées et nommées, enrichissent le cadre symbolique de l'expérience Glénans : ainsi les Cunégondes, cabanes en bois servant de toilettes, ou la Cadillac, remorque-amphibie servant au déchargement de l'avitaillement sur les îles. Cette dernière fut conçue par Jean-Louis Goldschmid, directeur technique à partir de 1954.

### Crise et redressement
Au début des années 1980 l'association entre dans une période de crise, sa vision « traditionnelle » et exigeante de la voile ne correspondant plus aux attentes du public. Philippe Viannay et le nouveau  délégué général, Antoine Rosset, mettent en œuvre un plan de redressement, avec de nombreux licenciements. Le redressement est poursuivi par Odile Sendra qui devient déléguée générale en 1984 ; sa mission : « Remettre en ordre l'école, retrouver de la rentabilité tout en développant le projet associatif » ; elle reste à la tête de l'école de voile jusqu'en 1998. L'acquisition de voiliers modernes, la sécession des bases irlandaises (qui deviennent une association indépendante, le Glenans Irish Sailing Club (en)) ainsi que la diversification des activités (dériveur, catamaran, planche à voile) permettent à l'association de se redresser.
En 2011, l'association réintègre les activités irlandaises qui étaient en difficulté financière, mais s'en séparera deux ans plus tard du fait des difficultés à rentabiliser cette activité.
En 2013, une activité kitesurf est créée sur les bases de l'archipel des Glénan et de Bonifacio. 

## Équipements et sites

### Implantations
Le siège de l'association est situé sur une péniche à Paris (48° 51′ 00″ N, 2° 16′ 42″ E) et l'école de voile a cinq bases en France : 
- Archipel des Glénan (47° 42′ 48″ N, 3° 59′ 25″ O) depuis 1947, avec un local et des bateaux à Concarneau.
- Île d'Arz (47° 35′ 06″ N, 2° 48′ 10″ O) depuis 1969, avec un local et des bateaux à Vannes.
- Paimpol (48° 48′ 08″ N, 3° 05′ 23″ O) depuis 1964, avec une base de petits quillards dans l’estuaire du Trieux et la gestion d’une base de voile légère sur l'île de Bréhat.
- Bonifacio (41° 23′ 17″ N, 9° 08′ 11″ E) depuis 1968, avec une base de voile légère au Fazzio.
- Marseillan (43° 21′ 21″ N, 3° 31′ 44″ E) depuis 1970, avec un local et des bateaux à Sète.

Certains stages partent d’autres ports, tels que Saint-Malo ou La Rochelle.
L'association propose aussi des croisières à l'étranger, comme en Croatie, en Grèce, en Italie (Venise, Gênes), en Angleterre, Écosse, en Irlande, en Islande, en Norvège ou aux Antilles et depuis 2003 des stages transatlantiques.

### Flotte
Plusieurs générations et types de bateaux ont été utilisées. Caravelle, Corsaire en 1954, Kotick en 1966. Les Cotres des Glénans type I, dont neuf exemplaires furent construits entre 1950 et 1963, n'ont pas été conservés, sauf Bananec et Brunec qui ont été restaurés par des associations et sont labellisés Patrimoine Maritime et Fluvial (BIP).
La flotte représente aujourd'hui plus de 470 bateaux dont environ 75 voiliers habitables de croisière.
Les stages de loisirs (« évasion ») se passent essentiellement sur des Jeanneau Sun Odyssey et des Dufour. Les stages d’apprentissage utilisent des bateaux performants tels que des RM, Élan, Pogo, X-Yacht, Django. Le plus ancien bateau toujours en service est Sereine, un cotre bermudien de 12 m construit en 1948, classé monument historique. Il a été restauré en 2020 par une équipe de bénévoles au chantier du Guip sur l'Île-aux-Moines et navigue à nouveau.
L’apprentissage de la croisière se passe également sur des petits quillards comme les Glénans 5.70, bateau conçu comme support pédagogique par et pour les Glénans, ou encore des Surprise.

## Apports et spécificités
L'association a joué un rôle important dans la démocratisation de la pratique de la voile en France. 
Elle a aussi beaucoup contribué au développement de la sécurité en mer en participant au développement des équipements mais surtout en influant sur la pratique de la plaisance. En effet, depuis 1986, l'association impose des règles de sécurité spécifiques, en sus de la réglementation officielle, dans une « charte de sécurité ». En croisière, celle-ci insiste notamment sur le port de la brassière et de la longe, un briefing de sécurité avant le départ en croisière et la pratique d'exercices de récupération d'homme à la mer. Pour les autres supports, les Glénans ont institué des quart de surveillance du plan d'eau. L’association participe également à la conception des bateaux et équipements de sécurité (mouillage, feu à retournement, etc.).
La plupart des personnes d'encadrement sont bénévoles, comme les moniteurs qui enseignent la voile, les « maîtresses de maison » ou « maître des logis » qui organisent les tâches domestiques, les « matérialistes » qui réparent les bateaux et les « liaisons » qui approvisionnent les îles à partir du continent et y rapportent les déchets.
Sur chacune des bases, les « comités de secteurs » se retrouvent régulièrement dans l'année (chaque mois environ) pour entretenir le matériel, les locaux et espaces verts avec l'aide des salariés permanents. Chaque comité de secteur, responsable d'un des sites, regroupe plusieurs dizaines, voire centaines, de bénévoles. Toute personne adhérente à l'association Les Glénans peut venir au gré de sa disponibilité ou envie participer à un week-end de comité de secteur pour contribuer à la vie de l'association.
Les moniteurs encadrent sur leur support : sur un stage de dériveur, le moniteur est lui-même sur un dériveur. Dans d’autres écoles de voile, il serait plutôt sur une petite embarcation motorisée telle qu’une prame ou un semi-rigide.
Les tâches de la vie quotidienne (préparation des repas, nettoyage des locaux, etc.) sont assurées par les stagiaires et les moniteurs.

## Anciens membres célèbres
(Classement effectué par ordre alphabétique croissant)
De nombreux marins connus ont été stagiaires ou moniteurs aux Glénans, par exemple :
- Franck Cammas, détenteur de nombreux titres et vainqueur notamment de la Volvo Ocean Race 2011-2012 ;
- Eric Carret, équipier de coupe de l'America ; responsable des formations techniques à l'INB
- Henri Desjoyeaux, premier moniteur, qui créera ultérieurement (en 1956) un premier chantier de gardiennage et d'entretien de plaisance à La Forêt-Fouesnant, devenu ensuite Port-la-Forêt. Henri Desjoyeaux est le père de Michel Desjoyeaux ;
- Jean-Marie Finot, architecte naval ;
- Maud Fontenoy, navigatrice ;
- Jeanne Grégoire, coureur en Figaro ;
- Philippe Harlé, architecte naval ;
- Isabelle Joschke, vainqueur de la première étape de la Transat 6.50 Charente-Maritime / Bahia 2007[15] ;
- Karen Leibovici, coureur du Vendée Globe 2004 ;
- Ian Lipinski, vainqueur du Mini-Fastnet en 2013 (en série), 2016 et 2017 (en prototype) et de la Mini-Transat en 2015 (en série) et 2017 (en prototype) ;
- Jéromine Pasteur, exploratrice[16] ;
- Vincent Riou, vainqueur notamment du Vendée Globe 2004 ;
- François Scheeck, dit « Frantz », skipper, équipier, record de la traversée de l'Atlantique et champion du monde IMOCA en équipage[17],[18] ;
- Patrick Schnepp, créateur à La Rochelle de l'Association des amis du Musée maritime et du Musée maritime[19] ;
- Armel Tripon, vainqueur de la Mini Transat 2003 ;
- Jean-Luc Van Den Heede, record du tour du monde à l'envers ;
- Jonas Gerckens, navigateur belge.

De nombreuses personnalités sont aussi anciens des Glénans, parmi lesquelles :
- Laurent Joffrin, directeur du Nouvel Observateur[20] ;
- Michel Rocard, ancien Premier ministre[16] ;
- Anne Sylvestre, chanteuse[16],[21], qui affirma y avoir trouvé son premier public[22].